# セティフトラム
セティフトラム（アラビア語: ترامواي سطيف、英語: Sétif tramway、フランス語: Tramway de Sétif）は、アルジェリアの都市・セティフ市内を走る路面電車（ライトレール）である。

## 概要
アルジェリアの歴史的な都市・セティフ市内を走る路面電車。アルジェリアの主要都市に路面電車を導入する計画の元、2014年からフランスのアルストムとトルコのヤプ・メルケジのコンソーシアムによって建設が実施され、2018年5月8日に開通式典が行われた後、翌5月9日から営業運転が始まった。
車両基地や管理施設が近接する1960年12月11日電停（11 Décembre 1960）からセティフ市内中心部を経由し、西部でBerchi AbidおよびOucissa Laidへ向かう2つの支線に分かれる全長15.2 km・停留所数26箇所の路線を有し、平日は5 - 6分、休日は8分間隔という高頻度運転を行っている。路線の大部分は専用軌道だが、市内中心部は併用軌道となっており、この区間では自動車の通行が制限されている。運賃は40ディナールである。
開業以降年間利用者数は増加し続けており、開業初月の時点で433,000人だったものが2018年12月には1,111,222人にまで増えている。また、2019年の大雪の際、路線バスなどの公共交通機関が運航停止を余儀なくされる中でもセティフトラムは運行を継続し続けており、高い信頼性も発揮している。

## 車両
セティフトラムに在籍する車両は、アルストムがアルジェリア各地を含めて世界規模で展開する超低床電車のシタディス402である。全車とも両運転台式の7車体連接車で、車内には冷房に加えて安全対策のための監視カメラが設置されており、車椅子やベビーカーを利用する客に向けたフリースペースも存在する。2016年に発注が行われ、製造はアルストムも出資に参加した、アルジェリアを含めた北アフリカ各地への路面電車車両の製造を目的とした合資会社のCITALが実施している。主要諸元は以下の通りである。
| 主要諸元 | 主要諸元 | 主要諸元    | 主要諸元 | 主要諸元 | 主要諸元 | 主要諸元 | 主要諸元 | 主要諸元 | 主要諸元          |
| 両数     | 車両番号 | 編成        | 運転台   | 全長     | 全幅     | 定員     | 低床率   | 軌間     | 備考・参考        |
| -------- | -------- | ----------- | -------- | -------- | -------- | -------- | -------- | -------- | ----------------- |
| 26両     | 101-126  | 7車体連接車 | 両運転台 | 43,900mm | 2,650mm  | 302人    | 100%     | 1,435mm  | [ 1 ] [ 2 ] [ 4 ] |

## 今後の予定
セティフトラムには市内中心部から南部のポルト・デ・ビスクラ（Porte de Biskra）へ新たな路線を建設する計画が存在しており、完成後の総延長は22.4 kmとなる予定である。